# مدرسة البكالوريا - عمان
مدرسة البكالوريا - عمان (ABS) هي مدرسة خاصة ومنظمة غير ربحية، مرخصة من قبل وزارة التربية والتعليم الأردنية. وهي مدرسة نهارية مختلطة، والتي تقوم بإعداد طلابها للحصول على دبلوم البكالوريا الدولية وشهادات كمؤهل للتخرّج من المدرسة. وتقع المدرسة في الجانب الغربي من عمان - الأردن، تأسست عام 1981 من قبل الجمعية الهاشمية للتعليم، وهي جمعية خيرية مسجلة لدى وزارة التنمية الاجتماعية. يتم وضع السياسات التعليمية والإدارية للمدرسة من قبل مجلس أمناء المدرسة، برئاسة الأميرة ثروت الحسن، والأميرة سمية بنت الحسن نائبة للرئيس.

## الاعتماد الأكاديمي
تم اعتماد (ABS) من قبل مجلس المدارس الدولية (CIS) ومنظمة نيو إنجلاند للمدارس والكليات (NEASC). وهي أيضًا عضو إقليمي في مؤتمر راوند سكوير للمدارس.

## المرافق
يحوي كل قسم داخل المدرسة على مرافق خاصة تشملُ مختبراتٍ وغرف تكنولوجيا المعلومات والاتصالات وملاعب واسعة؛ معظم الصفوف الدراسية مجهزة بألواح تفاعلية حديثة. يخدم مبنى المجمّع الرياضي ومضمار الألعاب الجسم الطلابي بأكمله من خلال توفير مجموعة واسعة من ألعاب القوى والأنشطة الرياضية الأخرى. تحتوي أقسام الفن والفنون المسرحية أيضًا على صفوف دراسية ومناطق عرض تضم لوحات لرسامين مشهورين. تحتوي المدرسة كذلك على مسرح مجهز بالكامل يستوعب 400 مشاهد ويستخدمه الطلاب والمجتمع بشكل منتظم.

## الطلاب وأعضاء الهيئة التدريسية
يبلغ عدد الطلاب المسجلين في المدرسة حاليًا حوالي 1160 طالبًا، مع أكثر من 180 من أعضاء الهيئة التدريسية والموظفين المساعدين. و 14 جنسية ممثلة بين الطلاب.
كان مدير المدرسة الأصلي هو السيد الريحاني من (لبنان)، ثم السيد ديفيد فيليبس من (المملكة المتحدة).
تضم الهيئة التدريس الأصلية الأعضاء: السيدة كلير عيسى من (الأردن)، والسيدة جنان تفاحة من (الأردن)، والسيدة مارينا راشد (كوبية- أمريكية)، والسيد مارتن كيست من (المملكة المتحدة)، والسيدة سارة برايس من (المملكة المتحدة)، والسيد بيتر أشتون من (المملكة المتحدة)، والسيدة بولا أشتون من (المملكة المتحدة)، والسيدة رومني نونان من (المملكة المتحدة)، والسيدة عفاف عبده من (الأردن).

## الأنشطة
تعد الفرق الرياضية والأندية الطلابية المختلفة جزءًا من الحياة الطلابية في المدرسة، فضلاً عن عدد كبيراً من المؤتمرات مثل نموذج الأمم المتحدة . تم اعتماد نادي نموذج الأمم المتحدة في مدرسة البكالوريا - عمان عام 2010، وأصبح رسميًا تابعًا ل «نموذج لاهاي الدولي للأمم المتحدة» (THIMUN). يقع «مؤتمر نموذج عمان للأمم المتحدة» (AMMUN) في مدرسة البكالوريا - عمان. يعمل مجلس الطلاب كوسيط بين الهيئة الطلابية والإدارة.

## خريجون متميزون
- الأميرة صالحة بنت عاصم
- الأميرة ياسمين بنت عاصم
- الأميرة سارة بنت فيصل
- الأميرة بديعة بنت الحسن
- الأمير راشد بن الحسن
- الأمير هاشم بن الحسين

## روابط خارجية
- الموقع الرسمي